# دختر شماره یک (فیلم ۲۰۰۰)
دختر شماره یک (به هندی: Beti No.1) و (به انگلیسی: Daughter No.1) فیلمی هندی محصول سال ۲۰۰۰ و به کارگردانی تاتیننی راما رائو است. در این فیلم بازیگرانی همچون گوویندا، رمبها، آریونا ایرانی، پریم چوپرا، لاکسیمیکانت برد، ساتین کاپو و جانی لور ایفای نقش کرده‌اند. این فیلم بر اساس فیلم فرزند ارشد ساخته شده است.